# Пирасикаба
Вижте пояснителната страница за други значения на Пирасикаба.
Пирасикаба (на португалски: Piracicaba) е град в щата Сао Пауло, югоизточна Бразилия. Населението му е 367 289 жители (2011), а площта на общината е 1369,511 квадратни километра. Намира се на 547 метра надморска височина. Името е индианско и означава „Където спира рибата“. Пощенският му код е 13400-000.

## География
Градът е разположен на двата бряга на река Пирасикаба.